# 湯浅赳男
湯浅 赳男（ゆあさ たけお、1930年7月4日 - 2019年8月4日）は、日本の経済学者、新潟大学名誉教授。比較文明史、環境経済学、経済人類学、コミュニティ論など。

## 略歴
山口県岩国市生まれ。1953年東京大学文学部仏文学科卒業、サラリーマンとなるが約9年後に大学院に入り、東京大学大学院経済学研究科修士課程修了。新潟大学人文学部助教授、経済学部教授。96年定年退官、名誉教授、常磐大学コミュニティ振興学部教授を経て客員教授。
2016年4月に瑞宝中綬章を受章した。

## 著作
- 『革命の軍隊　赤軍史への一視点』/三一新書1968
- 『トロツキズムの史的展開』/三一書房1969
- 『革命の社会学―非ヨーロッパ世界とマルクス主義』/田畑書店1975
- 『第三世界の経済構造』/新評論1976
- 『天皇制の比較史的研究』/三一書房1978
- 『文明の歴史人類学－｢アナール｣・ブローデル・ウォーラーステイン』/新評論1985

［増補新版］『世界史の想像力－文明の歴史人類学をめざして』/新評論1996
- 『文明の「血液」―貨幣から見た世界史』/新評論1988/増補新版1998
- 『世界五大帝国の興亡と謎―人類史の流れに刻まれた世界帝国の光と影』/日本文芸社1989
- 『ヨーロッパ帝国の興亡と謎―西欧史の“世界支配と権謀の原理”を探る!』/日本文芸社1990
- 『ユダヤ民族経済史』/新評論1991/再販2003/洋泉社MC新書2008
- 『ヨーロッパ人国記』総合法令/1992
- 『環境と文明―環境経済論への道　新評論/1993
- 『日本を開く歴史学的想像力―世界史の中で日本はどう生きてきたか』/新評論1996
- 『世界の哲学・思想のすべて―混迷の時代を生き抜く「知」の手がかり 学校で教えない教科書』/日本文芸社1997
- 『大英帝国の興亡と日本の命運―ビッグバンで大国病を克服した英国の叡知』/日本文芸社1998
- 『文明の人口史―人類と環境との衝突、一万年史』/新評論1999
- 『人類の営みと環境の危機』/作陽学園出版部2000
- 『日本近代史の総括―日本人とユダヤ人、民族の地政学と精神分析』/新評論2000
- 『コミュニティと文明―自発性・共同知・共同性の統合の論理』/新評論2000
- 『世界地図で読む五大帝国の興亡―時代を読む鍵 大国興亡の原理を探る』/日本文芸社2001
- 『フランス料理を料理する―文明の交差点としてのフランス料理』/洋泉社新書2002
- 『ユダヤ民族経済史』/新評論2003
- 『経済人類学序説―マルクス主義批判』/新評論2003
- 『面白いほどよくわかる現代思想のすべて―人間の“知”の可能性と構想力を探る』/日本文芸社2003
- 『文明の中の水―人類最大の資源をめぐる一万年史』/新評論2004
- 『「東洋的専制主義」論の今日性―還ってきた ウィットフォーゲル』/新評論2007

共著
- 『環境と文明の世界史 人類史20万年の興亡を環境史から学ぶ』共著/石弘之､安田喜憲/洋泉社歴史新書y2001

### 訳書
- アブラム・レオン『ユダヤ人問題の史的展開―シオニズムか社会主義か』柘植書房/1973年）
- コーリン・ガンブレル『カール・マルクス』西村書店 1989
- カール・A. ウィットフォーゲル『オリエンタル・デスポティズム―専制官僚国家の生成と崩壊』新評論/1991年）
- ジョナサン・ウィリアムズ編『図説お金の歴史全書』東洋書林 1998

## 論文
- Cinii検索